# Marc Wiltberger
Marc Wiltberger (* 8. Mai 1969 in Straßburg) ist ein französischer Handballtrainer und ehemaliger Handballspieler.

## Karriere
Der 1,93 m große mittlere Rückraumspieler begann in seiner Heimatstadt beim Racing Club de Strasbourg mit dem Handballspiel. 1989 wechselte er zum Girondins de Bordeaux HBC, mit dem er 1990 die Coupe de France gewann. Nach vier Jahren ging er zu Montpellier AHB, mit dem er 1995 französischer Meister wurde. 1996 nahm ihn der deutsche Bundesligist SG Wallau/Massenheim unter Vertrag. Mit Wallau/Massenheim erreichte er das Halbfinale im Euro-City-Cup 1997/98. 1999 schloss er sich Sélestat AHB an. Von 2001 bis zu seinem Karriereende 2004 lief er für Chambéry Savoie HB auf, mit dem er 2002 den Ligapokal gewann sowie 2002 und 2003 Vizemeister wurde.
Mit der Französischen Nationalmannschaft gewann Wiltberger bei der Weltmeisterschaft 1997 die Bronzemedaille. Er nahm an den Olympischen Spielen 2000 teil und belegte den sechsten Platz. Zwischen 1991 und 2000 bestritt er insgesamt 148 Länderspiele.
Wiltberger war in der Saison 2014/15 als Co-Trainer beim französischen Erstligisten Pays d’Aix UC tätig. Als Zvonimir Serdarušić zum Saisonende den Verein verließ, übernahm Wiltberger das Traineramt. Dieses Amt übte Wiltberger bis November 2015 aus.
Im Januar 1996 gehörte Wilberger zu sechs in Frankreich aktiven Handballspielern, bei denen der Konsum des auf der Dopingliste stehenden Marihuana nachgewiesen wurde.